# Rhaphuma semiclathrata
Rhaphuma semiclathrata là một loài bọ cánh cứng trong họ Cerambycidae.